# Gedenksteen Comenius

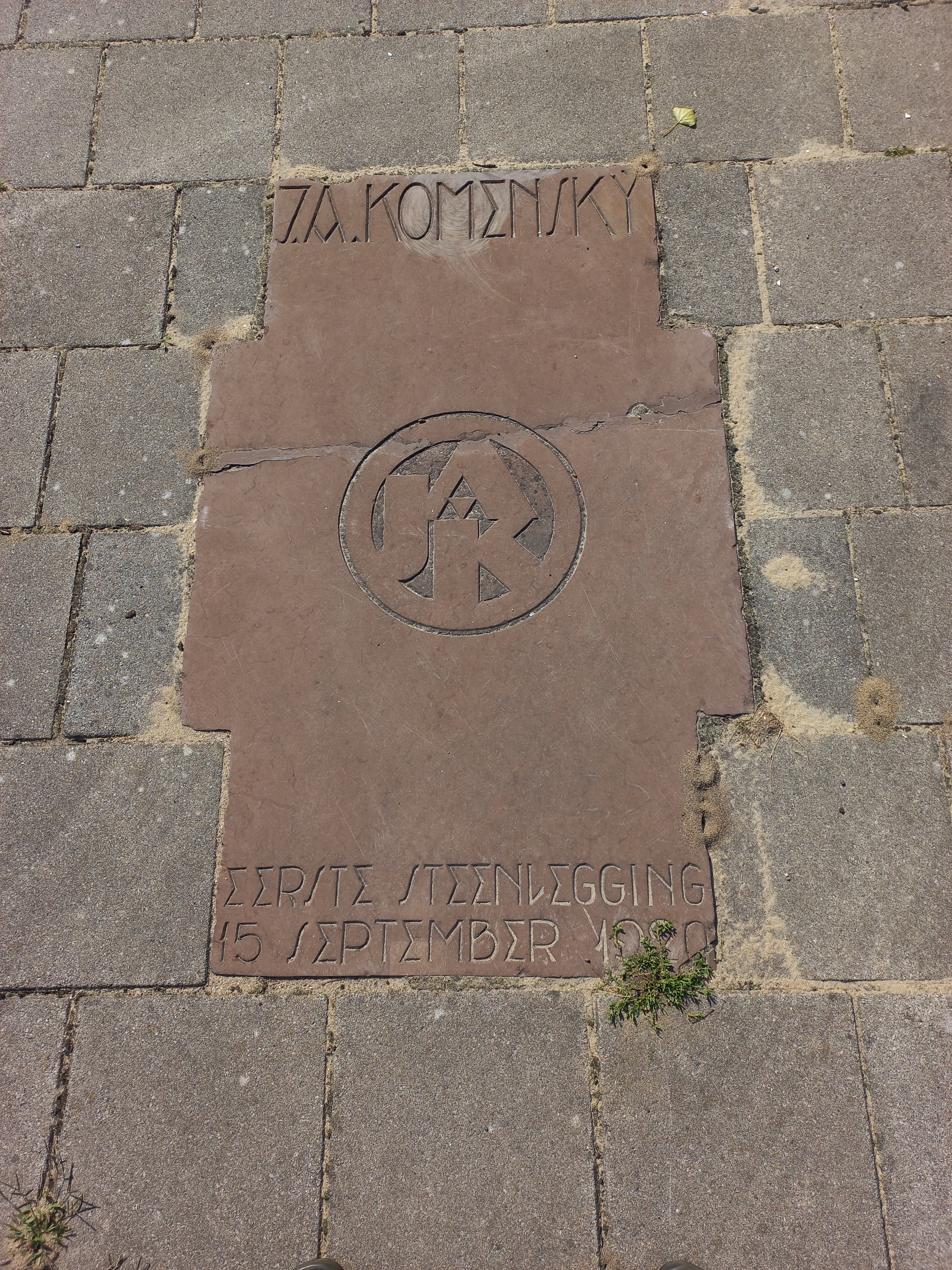
Gedenksteen (foto augustus 2025)

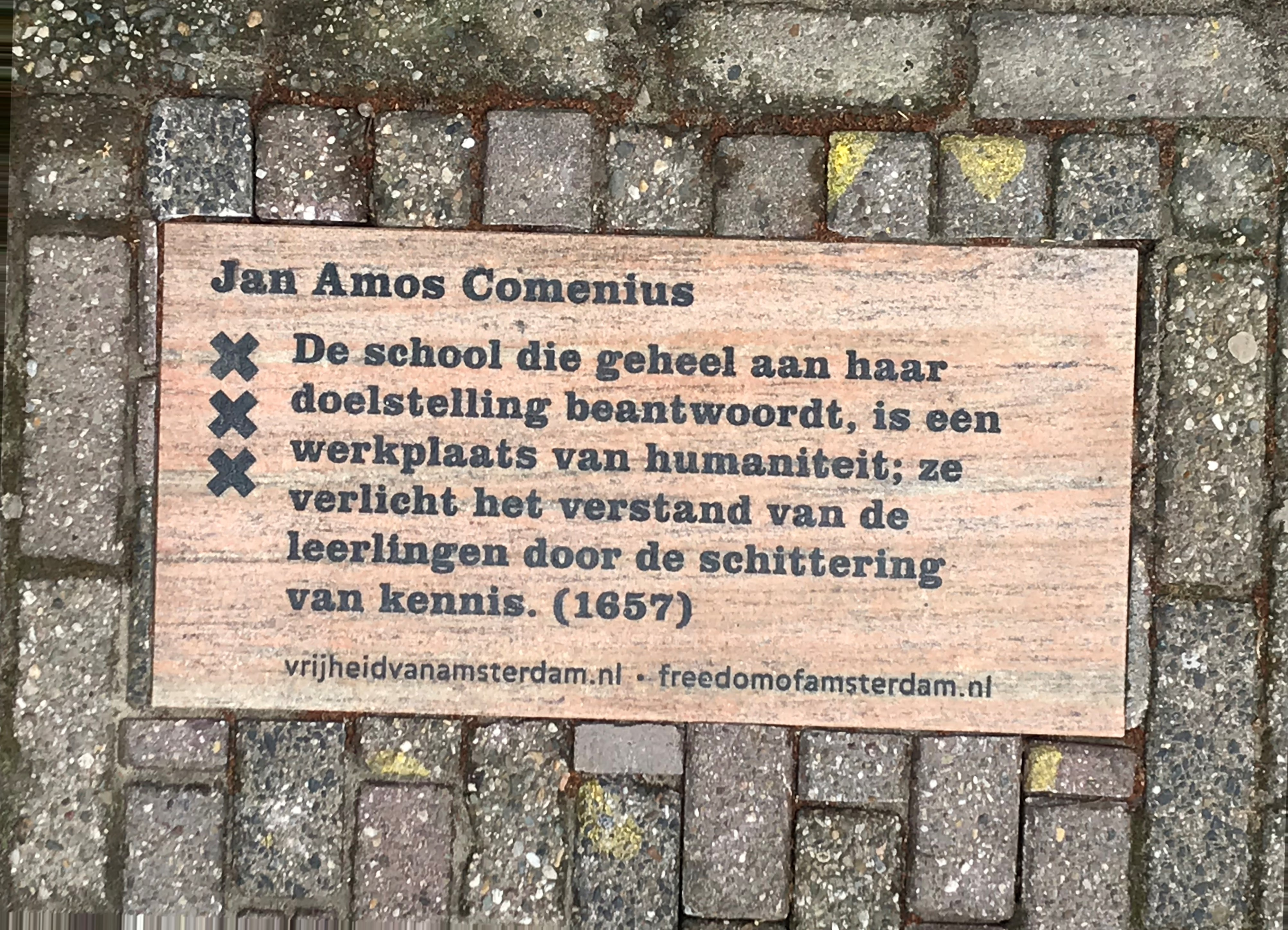
Filosofensteen (foto 2020)

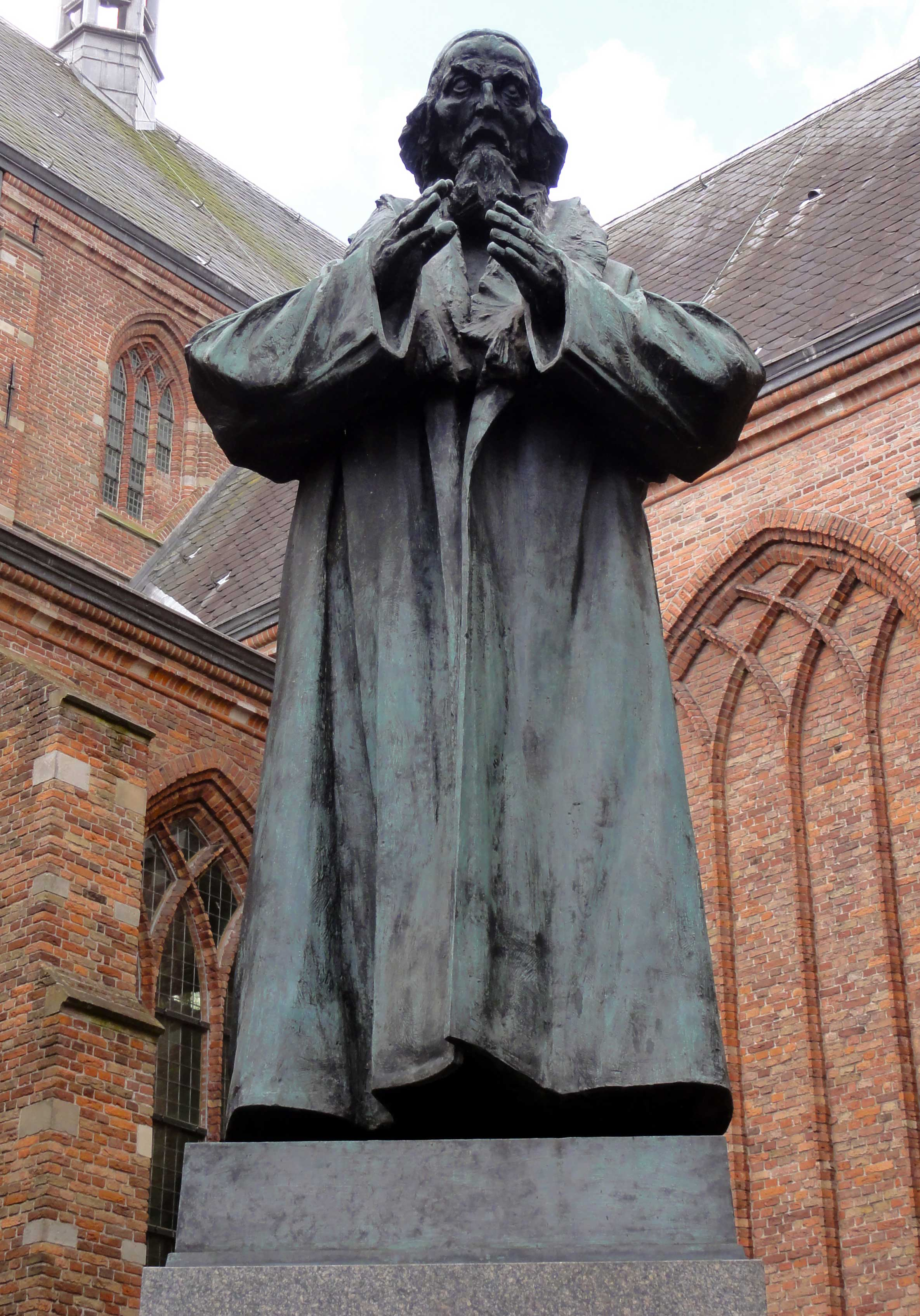
Jan Comenius in Naarden (foto 2012)

De Gedenksteen Comenius is een gedenksteen geplaatst in het trottoir van het Valeriusplein, Amsterdam-Zuid. Ze ligt in het middentrottoir richting Het Amsterdams Lyceum. Het was een zogenaamde eerste steen; hier zou het ook de laatste steen zijn.
De vroege asielzoeker Jan Amos Comenius was op de vlucht en kwam in Amsterdam te wonen (en te overlijden. Als gevolg van de Vrede van Versailles werd de Eerste Wereldoorlog beëindigd met als resultaat onder meer het uiteenvallen van Oostenrijk-Hongarije. In 1918/1919 kwam de Eerste Tsjecho-Slowaakse Republiek van de grond onder leiding van Tomáš Masaryk, die de streken samenbond onder het Testament van Comenius. Amsterdam en Nederland wilden voor de nieuwe onafhankelijk staat een monument oprichten, gesteund door de Tsjecho-Slowaken die in Nederland verbleven. Als plaats voor het monument werd gekozen een plek voor het net opgeleverde Amsterdams Lyceum. Het zou een prima combinatie zijn van opleidingen  (school) en Comenius, wel aangeduid als stichter van de pedagogiek.
De steen afkomstig uit de groeven rondom Uherský Brod werd vanuit Praag per diplomatieke post per spoor naar Nederland vervoerd. Oorspronkelijk was het idee de steen te “onthullen” op 15 september 1920 (aldus de tekst), maar het werd 15 november 1920, 250e sterfdag van Comenius. Bij de onthulling waren burgemeester Willem Tellegen, wethouder Herman den Hertog en onderminister Onderwijs en Volksontwikkeling František Drtina en Masaryk aanwezig. Het werd een grote officiële bijeenkomst. Het betekende de start naar het zoeken van geld en kunstenaar voor een groter monument.  Masaryk gaf zelf het voorbeeld door geld te doneren en uit de ontwerpwedstrijd als kunstenaar kwam Jan Štursa in beeld, die echter de plek niet bezocht. Er vond een kleine voorvertoning plaats in het Gebouw voor Beeldende Kunst, Vondelstraat, Amsterdam-Zuid. Nederlandse kunstliefhebbers waaronder architecten Albert Boeken en Herman Walenkamp en het journaille vonden het voorgesteld beeld een gedrocht. Bovendien bleek het een sterk religieus karakter te hebben, terwijl de achterliggende school nu juist openbaar was. Herman Baanders, architect van de school als ook stadsbeeldhouwer Hildo Krop wezen Jan Štursa en Pavel Janák (hij ontwierp de sokkel) op de plek alwaar een maquette was opgesteld. De Tsjechen namen daarop Baanders en Krop mee naar Praag om een betere versie te maken, waarbij Štursa (hij overleed) vervangen werd door Jan Lauda. Het is dan al 1935. De samenwerking leverde wel een nieuw ontwerp op, maar het beeld kwam er maar niet.
Vervolgens brak de Tweede Wereldoorlog uit en bij de vrede daarvan kwam Tsjecho-Slowakije onder de communistische sfeer van de Sovjet-Unie terecht. Deze wilde ook wel meewerken aan een monument voor Comenius, maar Amsterdam zag daar bij monde van burgemeester Arnold d'Ailly vanwege de Koude Oorlog niets in. Minister van Onderwijs Jo Cals blies het monument definitief af. Het is dan 1958.
In de 21e eeuw is de geopolitiek dusdanig veranderde dat bij een restauratie van de steen ambassadeurs van zowel Tsjechië als Slowakije aanwezig zijn bij de onthulling van de gerestaureerde steen (maart 2018). Bij de restauratie hoopte men een kunstje terug te vinden omtrent de achtergrond van het monument, maar ook dat was of zoekgeraakt of nooit geplaatst.
Naarden kreeg wel twee beelden van Comenius; gedateerd 1920 en 1957 en het Comeniusmuseum. Amsterdam moest het doen met een gevelsteen in het Huis met de Hoofden en veel later met een filosofensteen.